# Otto Adam
Otto Wilhelm Rudolf Adam (28. srpna 1903, Šumburk nad Desnou – 30. září 1967, Bad Oeynhausen) byl sudetský člen Waffen-SS v hodnosti SS-Hauptsturmführer a lékař Koncentračního tábora Sachsenhausen.

## Život
Narodil se 28. srpna 1903 v Šumburku nad Desnou (dnes část Tanvaldu) jako syn učitele.
V letech 1922–1928 studoval medicínu na Karlově univerzitě v Praze. Dne 14. ledna 1928 obdržel povolení k výkonu lékařské praxe. Poté pracoval jako asistující chirurg ve Fakultní nemocnici v Praze. Od roku 1930 působil jako praktický lékař v Bílině.
Dne 14. listopadu 1938 vstoupil do Allgemeine SS (část Schutzstaffelu) (členské číslo: 347 121).
Od roku 1940 pracoval na imigračním ústředí (Einwandererzentralstelle) v Poznani.
Od listopadu 1940 se jako člen 8. pluku SS účastnil ruského tažení.
Dne 28. listopadu 1943 byl jmenován armádním lékařem 11. dobrovolnické divize tankových granátníků SS „Nordland“. V lednu 1944 byl těžce zraněn při vlakové nehodě.
Dne 20. září 1944 byl převelen do Amtsgruppe D III.
Stal se vojenským lékařem strážných SS v Koncentračním táboře Sachsenhausen. Na stejné pozici působil také v KT Dachau (do října 1944). Následně byl převelen zpět do Sachsenhausenu. Dne 5. února 1945 byl jmenován lékařem v KT Flossenbürg, kde zůstal až do evaluace v dubnu 1945. Byl zajat a v 7. ledna 1948 propuštěn.
Po válce pracoval jako lékař v Hammelburgu. Dne 19. února 1962 byl soudem v Münsteru zproštěn obvinění ze zabíjení vězňů, provádění experimentů na lidech aj.
Zemřel 30. září 1967 v Bad Oeynhausenu.